# 뇌절게승수소설게
《뇌절게승수소설게》는 고도로 파격적이고 기괴한 요소들로 구성된 창작 소설로, 주인공 오승수의 기상천외한 모험과 사건들을 다루고 있다. 작품은 다소 난해하고 비약적인 전개로 가득 차 있으며, 전통적인 서사 구조와는 달리 끊임없는 상황의 전환과 극단적인 유머 요소를 통해 독자에게 충격과 재미를 주려는 의도가 엿보이는 작품이다.(그냥 엿 맥이는 작품이 아닐까)
이야기는 오승수가 "시간의 마법사"와 대치하면서 시작된다. 그는 여러 등장인물들과 얽히면서 무한한 시간 속에서 고통과 싸우고, 현실과 비현실을 넘나들며 이상한 사건을 겪는다. 등장인물은 현실의 인물이나 사건과는 연관성이 없으며, 캐릭터의 이름이나 설정조차 가볍고 역겨울 정도로 꾸며져 있다.
소설은 오승수가 각종 사건에 휘말리며, 군사 작전, 초자연적인 존재, 사회 문제까지 다양한 주제를 다루고 있다. 특히 "시간의 마법사", "준성", "알프스 산맥 염소유 모짜렐라 치즈 팝콘"과 같은 캐릭터와 사건들이 등장하며, 이들은 비현실적인 능력과 상황 속에서 웬만하면 죽는다.
이 소설은 기승전결이 뚜렷하지 않고, 여러 장면들이 과장된 표현과 비약적인 상상력을 통해 연결된다. 특히 소설 전반에 걸친 과장된 유머와 풍자는 작품의 주요 특징으로, 현실과 동떨어진 설정 속에서 사회적 풍자를 엿볼 수 있다. 캐릭터들이 겪는 상황은 허구적인 요소를 기반으로 하며, 독특한 문체와 충격적인 전개가 어우러져 있다.
또한, 다양한 패러디 요소가 눈에 띄는데, 이는 대중문화나 게임, 영화, 인터넷 밈 등을 차용한 것으로 보인다. 시간의 마법사, 준성 등의 등장인물들이 실제 사건이나 인물과 연결된 것은 아니지만, 그들의 행동은 일반적인 서사와는 동떨어져 있어 독자로 하여금 당황스러움을 자아내는 방식으로 진행된다.
전형적인 소설과는 달리 비약적이고 기괴한 상황들로 구성된 창작물로, 독특한 유머 코드와 다채로운 상상력을 보여준다. 주인공 오승수의 황당한 모험을 통해 작품은 무의미해 보이는 상황을 풍자하며, 독자에게 예상치 못한 반응을 이끌어내는 특이한 스타일의 소설이다.
챕터는 지금까지 7챕터로 나뉘어져 있으며 챕터마다 챕터를 설명하는 작은 글귀가 있는데 그 내용이 상상하지도 못 할 수준의 드립이 적혀있어 읽는 재미가 있다. 또한 챕터는 점점 늘어날 예정이라고 한다.

## 줄거리
는 나중에 적어나가겠다.
1. ↑  작가가 직접 언급하기를 그냥 하고 싶은 말과 내용을 다 적어내었다고 한다.